# Крістоффер Якобсен

Крістоффер Якобсен (швед. Kristoffer Jakobsen) — шведський гірськолижник, медаліст чемпіонату світу. 
Срібну медаль чемпіонату світу Якобсен виборов у комадних паралельних змаганнях на світовій першості 2021 року, що проходила в італійській Кортіні-д'Ампеццо.